# Губицька сільська рада
Гу́бицька сільська́ ра́да — адміністративно-територіальна одиниця та орган місцевого самоврядування в Ріпкинському районі Чернігівської області. Адміністративний центр — село Губичі.

## Загальні відомості
Губицька сільська рада утворена у 1992 році.
- Територія ради: 104,57 км²
- Населення ради: 632 особи (станом на 2001 рік)

## Населені пункти
Сільській раді були підпорядковані населені пункти:
- с. Губичі
- с. Гуньківка
- с. Лісківка
- с. Миси
- с. Редьківка
- с. Шкуранка

## Склад ради
Рада складалася з 12 депутатів та голови.
- Голова ради: Максимченко Олена Михайлівна

### Керівний склад попередніх скликань
| Прізвище, ім'я, по батькові  | Основні відомості                                                                     | Дата обрання | Дата звільнення |
| ---------------------------- | ------------------------------------------------------------------------------------- | ------------ | --------------- |
| Рубан Валентина Іванівна     | Сільський голова, 1966 року народження, член Народної партії                          | 26.03.2006   | 31.10.2010      |
| Максимченко Олена Михайлівна | Сільський голова, 1976 року народження, освіта середня загальна, член Народної партії | 31.10.2010   |                 |

Примітка: таблиця складена за даними сайту Верховної Ради України

### Депутати
За результатами місцевих виборів 2010 року депутатами ради стали:

#### За суб'єктами висування
| Суб'єкт висування                                       | Кількість обраних депутатів | %    |
| ------------------------------------------------------- | --------------------------- | ---- |
| Партія регіонів                                         | 9                           | 75   |
| Політична партія Всеукраїнське об'єднання «Батьківщина» | 2                           | 16,7 |
| Самовисування                                           | 1                           | 8,3  |

#### За округами
| № округу                                                | Прізвище, ім'я, по батькові    | Дата визнання обраним | Освіта  | Партійна приналежність | Відомості про обраного депутата                         |
| ------------------------------------------------------- | ------------------------------ | --------------------- | ------- | ---------------------- | ------------------------------------------------------- |
| Партія регіонів                                         |                                |                       |         |                        |                                                         |
| 2                                                       | Акульонок Ніна Олександрівна   | 03.11.2010            | середня | член Партії регіонів   | Гуньківське відділення зв'язку, листоноша               |
| 3                                                       | Бороліс Людмила Петрівна       | 03.11.2010            | середня | член Партії регіонів   | Губицький фельдшерсько — акушерський пункт, завідувачка |
| 4                                                       | Коваль Марія Петрівна          | 03.11.2010            | середня | член Партії регіонів   | пенсіонер                                               |
| 5                                                       | Кривопуск Петро Панасович      | 03.11.2010            | середня | член Партії регіонів   | пенсіонер                                               |
| 6                                                       | Чечуга Микола Аксентійович     | 03.11.2010            | середня | член Партії регіонів   | пенсіонер                                               |
| 9                                                       | Теремецький Михайло Степанович | 03.11.2010            | середня | член Партії регіонів   | пенсіонер                                               |
| 10                                                      | Баран Дмитро Михайлович        | 03.11.2010            | середня | член Партії регіонів   | пенсіонер                                               |
| 11                                                      | Пятикоп Дмитро Григорович      | 03.11.2010            | середня | член Партії регіонів   | пенсіонер                                               |
| 12                                                      | Попок Віра Костянтинівна       | 03.11.2010            | середня | член Партії регіонів   | пенсіонер                                               |
| Політична партія Всеукраїнське об'єднання «Батьківщина» |                                |                       |         |                        |                                                         |
| 1                                                       | Нечай Вікторія Вікторівна      | 03.11.2010            | вища    | позапартійна           | Славутицька міська рада, інженер — конструктор          |
| 8                                                       | Пучин Людмила Олександрівна    | 03.11.2010            | середня | позапартійна           | Гуньківське відділення зв'язку, завідувачка             |
| Самовисування                                           |                                |                       |         |                        |                                                         |
| 7                                                       | Соломай Любов Миколаївна       | 13.03.2011            | середня | позапартійна           | Губицька сільська рада, секретар виконкому              |